# Gateway Worship
Gateway Worship é uma banda cristã americana de Dallas-Fort Worth, Texas. A equipe lidera o culto na Gateway Church, uma congregação com 36.000 membros, localizado em Southlake, Texas, que tem crescido rapidamente desde 2000. Gateway Worship é constituída por uma equipe inteira de adoradores que servem a Gateway, principalmente liderado por Thomas Miller, Walker Beach, Kari Jobe, David Moore, Matt Birkenfeld, Rebecca Pfortmiller e Zach Neese, e são todos graduados no Christ for the Nations Institute. Jason Tam e Sion Alford lideram a equipe pastoral. O Gateway Worship está assinado com a Gateway Create Publishing e a Integrity Music.
O grupo em 2008 com o lançamento do álbum Wake Up the World  atingiu o #2 na Billboard Top Christian Albums.
O álbum ao vivo Walls da Gateway, foi lançado em 2 de Outubro de 2015 e atingiu o #1 na Billboard Top Christian Albums.

## Discografia
A discografia de Gateway Worship inclui álbuns ao vivo e álbuns de estúdio.

### Álbuns ao vivo
- Living for You (2006)
- Wake Up the World (2008)
- God Be Praised (2010)
- Great, Great God (EP) (2011)
- Forever Yours (2012)
- Walls (2015)
- Acoustic Sessions: Volume One (2018)
- Greater Than (2018)

### Álbuns de estúdio
- Unsearchable (2003)
- My Beloved (2009)
- (Songs Inspired By) Conversations with God (2009)
- The More I Seek You (2011)
- Gateway Worship Voices (2016)
- Monuments (2017)

### Álbuns devocionais de Gateway
- Drawing Closer (2006)
- The Battle (2007)
- First (2008)
- My Beloved (2009)
- Conversations with God (2009)
- Let's Go (2010)
- The More I Seek You (2010)
- 20/20 (2011)
- In Jesus Name (2012)
- Love Expressed (2013)
- It Is Written (2014)
- The Blessed Life (2015)
- The God I Never Knew (2016)
- Waiting On a Whisper (2017)

### Álbuns de compilação de Gateway
- The First 10 Years (2013)
- Voices: Kari Jobe (2016)
- Voices: Female Voices (2016)
- Voices: Thomas Miller (2016)

### Álbuns do Coral Gateway
- We Cry Out (2016)

### Álbuns do Gateway Worship Kids
- Look Up (as Gateway Next) (2012)
- Ready to Go (as Gateway Next) (2013)
- Heartbeat (EP) (2016)
- Believe It (2018)
- Todos Mis Dias (2020)

### Álbuns Generate do Gateway
- Gateway Generate (EP) (2013)

### Série Gateway Worship Español
- El Señor Reina (2012)
- Gloria a Dios (2014)
- Por Siempre Tuyo (2016)
- Murallas (2017)
- Más Grande (2018)

### Série Gateway Worship Português
- Glória a Deus (2012)
- Deus Reina (2015)
- Pra Sempre Teu (2016)
- Muralhas (2017)